# Pris de court
Pris de court é um filme de 2017 dirigido por Emmanuelle Cuau.

## Sinopse
Após se mudar para Paris com seus dois filhos para trabalhar, a joalheria Nathalie descobre que não conseguiu o cargo, mas opta por não contar a eles.

## Elenco
- Virginie Efira : Nathalie
- Gilbert Melki : Fred
- Marilyne Canto : Muriel
- Renan Prévot : Paul
- Jean-Baptiste Blanc : Bastien
- Zacharie Chasseriaud : Léo
- René Remblier : Ben
- Yvonnick Chedemois : César
- Olivier Cruveiller
- Mireille Perrier : Sra Nollet

## Recepção
Na França, o filme tem uma nota média de 3,4/5 no agregador do AlloCiné, calculada a partir de 25 resenhas da imprensa.